# 阿托·尼尔松
阿托·尼尔松（芬蘭語：Arto Nilsson，1948年3月19日—2019年7月11日），芬兰男子拳击运动员。他曾代表芬兰参加1968年夏季奥林匹克运动会拳击比赛，获得一枚铜牌。他于2008年入选芬兰拳击名人堂。